# گورستان تراکیایی کازانلاک
آرامگاه تراکیایی کازانلاک (بلغاری: Казанлъшка гробница, Kazanlǎška grobnica) یک آرامگاه گنبدی‌شکل از نوع تولوس (کندویی) با سازه‌ای آجری است که در نزدیکی شهر کازانلاک در مرکز بلغارستان قرار دارد.
این آرامگاه بخشی از یک شهر مردگان سلطنتی بزرگ تراکیان در دره حاکمان تراکیایی نزدیک پایتخت باستانی آن‌ها، سئوتوپولیس، است. در این منطقه بیش از هزار آرامگاه متعلق به پادشاهان و اعضای اشرافیت تراکیایی یافت شده است.
این بنای تاریخی به قرن چهارم پیش از میلاد بازمی‌گردد و از سال ۱۹۷۹ در فهرست میراث جهانی یونسکو ثبت شده است. نقاشی‌های دیواری این آرامگاه کوچک، از بهترین شاهکارهای هنری باقی‌مانده از عصر هلنیستی در بلغارستان محسوب می‌شوند.
این مکان از یک راهروی باریک منتهی به یک اتاق مدور و گنبددار تشکیل شده که برای انجام مراسم تدفین طراحی شده است. هر دو بخش دارای نقاشی‌های دیواری هستند که یک زوج تراکیایی را در ضیافت آیینی تدفین نشان می‌دهد. نقاشی‌ها به شیوه فرسکو اجرا شده‌اند و دیوارها با رنگ سرخ تیره یا متمایل به خون نقاشی شده‌اند.
نقاشی دیواری گنبد، زوجی را نشان می‌دهد که روی صندلی‌های مجزا و تزئین‌شده‌ای نشسته‌اند و در حالی که مچ دست یکدیگر را گرفته‌اند، دیگران با سینی‌ها و اقلام مختلف در یک رژه آیینی به سمت آن‌ها می‌آیند. مورخ هنری بلغاری، لیودمیلا ژیوکووا، این حرکت مشترک میان شخصیت‌های مرکزی را نشانه‌ای از لحظه‌ای از صمیمیت و برابری می‌داند، اما این تفسیر مورد پذیرش همه متخصصان نیست. در این نقاشی، نوازندگان شیپوری در حال نواختن و حرکت در مسیر رژه دیده می‌شوند. نقاشی‌ها همچنین صحنه‌هایی از اسب‌ها را در موقعیت‌های مختلف به تصویر می‌کشند: اسب‌های زین‌شده‌ای که بدون سوار هدایت می‌شوند، یک خدمتکار که تیم اسب‌های درشکه‌ای را در انتظار نگه داشته، و یک مسابقه ارابه‌سواری که در بالای گنبد نشان داده شده است.
حاشیه اصلی در پایین نقاشی‌های سقف گنبد شامل جمجمه‌های گاو است که پارچه‌هایی بر روی شاخ‌هایشان انداخته شده و در کنار آن‌ها تصاویری از طرحی شبیه به یک گل با صلیب متساوی‌الاضلاع دیده می‌شود. در میان نوارهای تزئینی که گنبد را تقسیم می‌کنند، یک نوار دارای الگوی تخم‌مرغ و پیکان از سبک هلنیستی است، در حالی که سایر نوارها دارای خطوط، دندانه‌ها و نقش‌هایی هستند که ممکن است دارای معانی فرهنگی یا خانوادگی خاصی باشند.
برای حفظ این نقاشی‌های ظریف، آرامگاه برای بازدید عمومی بسته است. با این حال، یک نمونه بازسازی‌شده و دقیق از آن در نزدیکی ساخته شده که برای بازدید عموم قابل دسترسی است.

## در فرهنگ معاصر
تصویر زن نشسته در نقاشی دیواری این آرامگاه بر روی پشت سکه ۵۰ لو بلغارستان که در سال ۲۰۰۵ منتشر شد، نقش بسته است.

### ویدئو
- Short بی‌بی‌سی documentary on the tomb